# Heinrich Leopold Rohrmann
Heinrich Leopold Rohrmann (?, 1751 - Clausthal, 1821) fou un organista i compositor alemany. Estudià música amb Wallis, va ser organista a Herzberg, després a Hannover i més tard a Zelle. Publicà obres diverses, entre elles: Versuch in Moduliren bestehend in einer Reihe von Accorden; un mètode per a l'execució de masses corals, amb una instrucció sobre la conservació dels orgues (Hannover, 1801); cinquanta preludis per a orgue, de fàcil execució en la seva gran majoria; un Pater noster amb acompanyament d'orgue, etc.